# Eichlerův systém
Eichlerův taxonomický systém je jeden z prvních systémů, který na rozdíl od předešlých bral v úvahu i fylogenezi a evoluci. Tento systém sloužil jako základ pozdějšího Englerova systému.
Publikován byl zde:
- EICHLER, August Wilhelm. Syllabus der Vorlesungen über Phanerogamenkunde. [s.l.]: [s.n.], 1883, 3. vydání. Dostupné online.

Systém obsahuje následující skupiny, podle Oudemans (1896):
- A. Cryptogamae
phylum I. Thallophyta
classis I. Algae
classis II. Fungi
classis III. Lichenes
phylum II. Bryophyta
classis I. Hepaticae
classis II. Musci
phylum III. Pteridophyta
classis I. Equisetinae
classis II. Lycopodinae
classis III. Filicinae
- B. Phanerogamae
phylum I. Gymnospermae
phylum II. Angiospermae
classis I. Monocotyleae
classis II. Dicotyleae
subclassis I. Choripetalae
subclassis II. Sympetalae

zdroj :
OUDEMANS, C.A.J.A. Rangschikking der Planten. [s.l.]: [s.n.], 1896.